# جيرار كوتيه
جيرار كوتيه هو منافس ألعاب قوى كندي، ولد في 27 يوليو 1913 في Saint-Barnabé-Sud ‏ في كندا، وتوفي في 12 يونيو 1993 في سان هياسنت في كندا.

## وصلات خارجية
- جيرار كوتيه على موقع اللجنة الأولمبية الدولية (الإنجليزية)
- جيرار كوتيه على موقع أوليمبيديا (الإنجليزية)
- جيرار كوتيه على موقع اللجنة الأولمبية الكندية (الإنجليزية)
- جيرار كوتيه على موقع اتحاد ألعاب الكومنولث (مؤرشف) (الإنجليزية)
- جيرار كوتيه على موقع قاعة كندا للمشاهير الرياضية (الإنجليزية)
- جيرار كوتيه على موقع قاعة كيبيك للمشاهير الرياضية (الفرنسية)